# Устав Руске православне цркве
Устав Руске православне цркве основни је црквеноправни акт у Руској православној цркви.

## Историја
За вријеме постојања Светог правитељствујушчег синода устројство Руске православне цркве је било прописано у Духовном регламенту донесеном 1721. године. Током 1917. и 1918. усвојено је више одлука Помјесног сабора које су измијениле дотадашње црквено устројство.
Помјесни сабор одржан 1945. донио је Уредбу о управи Руске православне цркве (рус. Положение об управлении РПЦ) која је била на снази све до 1988. Затим, Помјесни сабор одржан 9. јуна 1988. прописао је први Устав о управи Руске православне цркве (рус. Устав об управлении РПЦ). Његове измјене и допуне у два наврата је вршио Архијерејски сабор (1990. и 1994). Овај устав је био на снази до 2000. када је донесен садашњи Устав.
Важећи Устав Руске православне цркве је мијењан и допуњаван током 2008, 2011, 2013, 2016. и 2017. године. За уставне промјене је надлежан Архијерејски сабор Руске православне цркве. Он одлучује већином гласова, а кворум чине 2/3 чланова.

## Одредбе
По Уставу, Руска православна црква има јерархијску структуру управљања. Највиши органи црквене власти и управе су Помјесни сабор, Архијерејски сабор и Свети синод на челу са патријархом московским и све Русије.
При патријарху и Светом синоду, у својству извршног органа, постоји и Високи црквени савјет. Савјетодавни орган највиших црквених власти је Међусаборско присуство.
Црквени суд постоји у три инстанце: епархијски суд, Високи општецрквени суд и Архијерејски сабор.
Све канонске јединице у саставу Руске православне цркве (аутономне и самоуправне цркве, егзархати, митрополијски окрузи, митрополије, епархије, викаријатства, синодалне установе, намјесништва, парохије, манастири, братства, сестринства, духовне школе, мисије, представништва и подворја) чине Московски патријархат. Оне су регистроване као правна лица по законима одговарајућих држава, а Московска патријаршија и цијела Руска православна црква су регистроване у Русији.